# Карл, герцог (роман)
«Карл, герцог» — исторический роман Александра Зорича, реконструирующий жизнь последнего герцога Бургундского — Карла Смелого и реалии XV века. По мнению самого Зорича эта книга: «Одна из самых скандальных работ, не оставляющая равнодушным ни одного читателя». По непроверенным данным Зорич работал над книгой на протяжении 8-ми лет. Она была опубликована в 2001 году.

## Сюжет
Книга повествует о жизни и смерти Карла Смелого, о его окружении, увлечениях, чувствах, друзьях и врагах. Во всех событиях книги как в зеркале отражается закат великой эпохи Средневековья.
«..Карл, герцог» — роман антисюжетный. Та приснопамятная деталька, которая зовется литературоведами «сюжетом», в нём присутствует, но крайне дискриминирована. На первых ролях здесь язык, выпуклый, живой, ядовитый и нестерпимо непринужденный. Такой нынче, во времена рыночной экономики и учета писательского спроса, может позволить себе не каждый писатель."

## Главы
1. Глава 5. Фаблио 1451 года

1. Глава 6. Расследование

1. Глава 7. Граф Жан-Себастьян де Сен-Поль

1. Глава 8. Замок Шиболет

1. Глава 9. Десятый крестовый поход

1. Глава 10. Перонн

## Интересные факты
- Роман был очень большой, поэтому при первом издании его разбили на два тома. Так однотомная книга превратилась в дилогию: «Карл, герцог» и «Первый меч Бургундии». В начале 2008 года книга была переиздана согласно первоначальному замыслу автора, одним томом под названием «Карл, герцог»
- Книга является полным жизнеописанием Карла Смелого от рождения до гибели на поле боя
- Роман написан необычным языком, в «Карле, герцоге» Зорич соединяет исторические реалии Западной Европы 15 века и современную лексику.[2]

## Награды
1. По версии обозрения Ex Libris «Карл, Герцог» — лучшая российская книга 2001 года
2. Премирована дипломом украинских филологов как лучший роман 2001 года
3. является призёром литературного конкурса "Тенета-2002

## Издания
- А.Зорич. Карл, герцог. — М.: Центрполиграф, 2001. — 464 с. — (Миры А.Зорича).
- Александр Зорич. Карл, герцог. — М.: АСТ, 2007 г. — 636 с. — (Исторический роман).
- Александр Зорич. Карл, герцог. — М.: АСТ, 2007 г. — 640 с. — (Интеллектуальный детектив).

### Материалы
Лингвистический анализ текста

страница книги на сайте Александра Зорича

«Карл, Герцог» в электронном варианте

### Рецензии
Владимир Пузий. Зорич, писатель: двухтомная ирония над самим собой

Дмитрий Володихин. Два глотка бургундского

З.Янсенист. Зорич как анахронизм, или Палимпсест наизнанку (прогуливаясь вокруг романа «Карл, герцог»)

В.Березин. История, крипто

А.Валентинов. Последний герцог